# مارتن إس. أكيرمان
مارتن إس. أكيرمان (بالإنجليزية: Martin S. Ackerman)‏ هو محامي أمريكي، ولد في 1932، وتوفي في 1 أغسطس 1993.